# Kuntzeomyces ustilaginoideus
Kuntzeomyces ustilaginoideus är en svampart som först beskrevs av Henn., och fick sitt nu gällande namn av Pier Andrea Saccardo 1899. Kuntzeomyces ustilaginoideus ingår i släktet Kuntzeomyces och familjen Anthracoideaceae.   Inga underarter finns listade i Catalogue of Life.